# Родина (станция)
Родина  — железнодорожная станция Детской железной дороги имени Максима Горького. Памятник архитектуры.
Открыта в 1939 году в составе участка Родина-Счастливая. Расположена в Канавинском районе Нижнего Новгорода, вблизи парка имени 1 мая. Станция имеет 3 приёмо-отправочных путей. 2 пути для грузового и запасного подвижного состава и депо на 2 пути. Имеет 2 стрелочных поста. Стрелки на главных путях оборудованы электрической централизацией. Деповские пути имеют ручные стрелки. Поезда отправляются в 10:00, 11:00, 14:00 и 15:00. На станции есть вокзал. На первом этаже вокзала расположены: билетная касса, зал ожидания. На втором этаже находятся учебные кабинеты для юных железнодорожников. На третьем этаже находится музей Горьковской детской железной дороги.